# Памятник А.С. Пушкину в Городском саду (Тверь)
Памятник А. С. Пушкину в Городском саду, известный как «Белые ночи» — памятник в Твери. Открыт 31 мая 1974 году, скульптор О. К. Комов.

## История
Открыт в мае 1974 года в канун 175-летия со дня рождения поэта. Первоначально данное место на берегу Волги отводилось для памятника М. Е. Салтыкову-Щедрину, но в итоге здесь была установлена скульптурная композиция «Белые ночи» (скульптор О. К. Комов, архитекторы Н. И. Комова и В. А. Фролов).
А. С. Пушкин по пути из Москвы в Петербург и обратно проезжал через Тверь около 30 раз и четырежды останавливался в городе. В том месте, где установлен памятник, находился плашкоутный мост, который связывал Заволжскую и Городскую части Твери и которым пользовались все путешественники.

## Описание
Бронзовый памятник высотой 3,5 м находится на облицованном гранитом пьедестале высотой 0,7 м. Перед монументом вымощенная булыжником площадка, по бокам памятника два стилизованных под XIX век два фонаря.
Поэт изображён в свободной позе, опирающимся на решётку. О. К. Комов так определял концепцию монумента: «Пушкин смотрит на городской парк, на людей. Небольшой размер скульптуры, невысокий постамент, мне кажется, помогают достичь ощущения более полного контакта образа со зрителем».
Композиция «Белые ночи» считается одним из наиболее удачных памятников поэту. В 1974 году за скульптурные работы, посвящённые А. С. Пушкину, О. К. Комову присуждена Государственная премия РСФСР имени И. Е. Репина. С 2012 года площадка перед памятником А. С. Пушкину является местом проведения мероприятий Дня русского языка, который отмечается 6 июня в день рождения поэта.

## Отзывы о памятнике
Писатель Вячеслав Морозов:
Я сам вспоминаю, когда с ностальгическим томлением впервые смотрел на фотографию памятника Пушкину в Калинине (ныне Тверь), чувствуя полнокровное родство с пушкинской эпохой. А, казалось бы, ничего такого в памятнике не было ошарашивающего: стоит поэт в цилиндре и длинном сюртуке, опершись на решетку ограды, словно остановился на минуту оглядеться, полюбоваться петербургской белой ночью, на полусогнутой руке — плащ-альмавива, накрывающий сзади оградную решетку. Поза легкая, свободная, грудь приподнята, будто только что вдохнул свежего весеннего воздуха, взгляд устремлен вдаль. Позже я узнал, что городские власти Калинина хотели поставить на этом месте памятник М. Е. Салтыкову-Щедрину, но, увидев скульптурную композицию Олега Комова «Белые ночи», выбрали её.

Художник Илья Комов:
Многие сейчас считают, что это едва ли не самый лучший памятник Пушкину, где была передана эпоха Пушкина и вообще XIX век. И многие его (Комова) тогда упрекали за то, что он ввел архитектурный мотив «решетку», потому что до него считалось, что это не очень хороший прием, предназначенный для спасения неудачной скульптуры. Но здесь был абсолютно другой случай, поскольку «решетка» выступила не только как архитектурный элемент, но и как элемент образа. Решетка несет на себе образную нагрузку ощущения пушкинской поэзии, ощущения духа XIX века, и она во многом и создает этот неповторимый силуэт, который запоминается зрителям. И когда говорят Комов, все вспоминают именно этот памятник.